# Urceola napeensis
Urceola napeensis là một loài thực vật có hoa trong họ La bố ma. Loài này được (Quint.) Mabb. miêu tả khoa học đầu tiên năm 1994.